# Euphausia superba
El kril antártico (Euphausia superba) es una especie de crustáceo malacostráceo del orden Euphausiacea propia de las aguas frías de los océanos Atlántico y Pacífico en las inmediaciones de la Antártida. Es un crustáceo de pequeño tamaño (hasta 6 cm de longitud y 2 g de peso), que puede vivir hasta 6 años y forma enormes cardúmenes de gran densidad (hasta 30 000 ejemplares por metro cúbico). Se alimenta de fitoplancton, aprovechando la energía que este toma de la luz solar, por lo que constituye un eslabón esencial en la cadena trófica del ecosistema antártico, y es a la vez alimento de varios animales, entre ellos peces, pingüinos, petreles y ballenas.
Es la especie animal no-humana más exitosa del planeta, ya que su masa corporal total representa más de 500 millones de toneladas (el ser humano, más de 450 millones de toneladas).
Es un link ecológico esencial entre productores primarios y niveles tróficos superiores, jugando un papel fundamental en el ciclo del carbono y en el reciclaje de las trazas de hierro que produce el fitoplancton que crece en el océano austral.

## Clasificación sistemática
Todos los miembros del orden Euphausiacea son crustáceos del superorden Eucarida, en los que la placa pectoral está unida al «caparazón» y forma a cada lado de este las agallas del kril, visibles al ojo humano. Las patas no forman una estructura mandibular, lo que diferencia a este orden de los decápodos (langostinos, cangrejos).

## Distribución geográfica

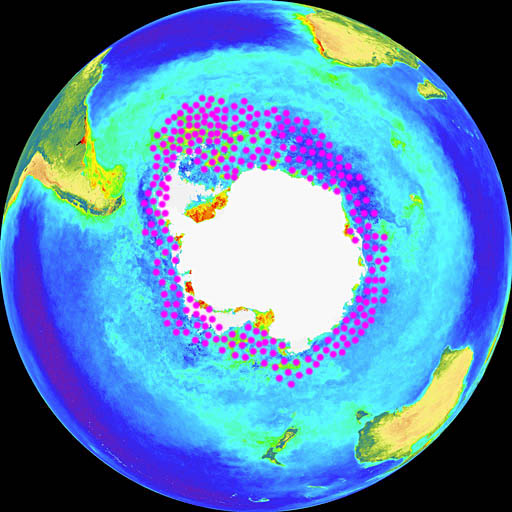
Distribución del kril según una imagen de un satélite de la NASA — Las concentraciones principales están en el mar del Scotia en la península Antártica.

El kril antártico abunda en las aguas superficiales de los mares del sur: tiene una distribución circumpolar, con las mayores concentraciones en el sector del océano Atlántico.
El límite de los sectores del mar austral, que incluyen al Atlántico, al Pacífico y al Índico se definen en forma aproximada por la convergencia antártica, un frente circumpolar donde el agua fría superficial se sumerge bajo las aguas subantárticas más cálidas. Este frente corre aproximadamente a 55° Sur y desde allí al continente. El océano austral cubre 32 millones de km², lo que representa 65 veces la superficie del mar del Norte. En invierno más de tres cuartas partes de la superficie están cubiertas por hielo, en tanto que en verano unos 24 millones de km² se encuentran libres de él. La temperatura del agua se encuentra en un rango entre −1,3 y 3 °C.
Las aguas del océano austral forman un sistema de corrientes, incluyendo la «corriente circumpolar antártica», que produce la circulación en sentido oeste-este de las aguas superficiales, y la «corriente costera antártica», que corre en sentido antihorario.
En el frente entre ambas, se desarrollan grandes remolinos, como ocurre en el mar de Weddell. El kril se distribuye siguiendo estas masas hídricas, estableciendo una presencia homogénea alrededor de la Antártida, con intercambio genético en toda el área.
Es poco conocido el patrón de migración exacto, debido a que el kril no puede ser monitoreado individualmente para estudiar sus movimientos.

### Posición en el ecosistema antártico
El kril es la especie clave del ecosistema antártico, y constituye una importante fuente de alimento para las ballenas, pinnípedos, focas leopardo, focas peleteras, focas cangrejeras, calamares, peces hielo, pingüinos, albatros y muchas otras especies de aves.
La foca cangrejera (Lobodon carcinophagus) ha desarrollado dientes especiales como adaptación para capturar al kril, lo que le permite obtenerlos del agua. La dentadura funciona como un colador perfecto, aunque se desconoce la estrategia exacta utilizada por el predador. La cangrejera es la foca más abundante del mundo, y el 98 % de su dieta está constituida por kril antártico. Según estudios realizados estas focas consumen más de 63 millones de toneladas anuales de kril. La foca leopardo ha desarrollado dientes parecidos, y en su dieta el kril implica el 45 % de su dieta. El consumo anual de la cadena trófica representa valores entre 152 y 313 millones de toneladas de kril, de los cuales las focas consumen entre 63 y 130 millones, las ballenas entre 34 y 43 millones, las aves entre 15 y 20 millones, los calamares entre 20 y 100 millones, y los peces entre 10 y 20 millones. Para tener una idea de lo que estas cantidades significan, téngase en cuenta que el total de captura pesquera mundial durante el año 2002 fue de 84,5 millones de toneladas.

## Ciclo vital

Los huevos se depositan cerca de la superficie y comienzan a hundirse. En mar abierto se hunden durante alrededor de 10 días y las larvas eclosionan a unos 3000 m de profundidad.

La temporada principal de reproducción del kril antártico abarca desde enero hasta marzo, tanto en la placa continental como en las áreas de mar profundo. En la forma típica de todos los Euphausia, el macho adhiere un paquete de esperma en la abertura genital de la hembra. Con este propósito la primera pata del macho tiene una estructura específica de herramienta de apareamiento. La hembra pone entre 6000 y 10 000 huevos en cada puesta, que son fertilizados a medida que salen por el canal genital, por el esperma liberado desde el espermatóforo adherido por el macho.
De acuerdo con la hipótesis clásica de Marr, derivada de los resultados de la expedición del barco británico RSS Discovery, el desarrollo de los huevos luego sigue de la siguiente manera: la gastrulación tiene lugar durante el descenso de las huevas de 6 mm (milímetros) desde la superficie hasta la máxima profundidad, que en áreas oceánicas se encuentra entre 2000 y 3000 m (metros). Desde el momento en que los huevos eclosionan, la primera larva (primera nauplus) comienza a migrar hacia la superficie con ayuda de sus tres pares de patas, en lo que se denomina «ascenso del desarrollo».
En los dos estados larvales siguientes, segundo nauplius y metanauplius el animal todavía no se alimenta, nutriéndose del remanente de la yema.
Transcurridas tres semanas, el pequeño kril ha completado su ascenso. Pueden aparecer en cantidades enormes, dos ejemplares por litro en una profundidad de hasta 60 m. Al crecer, se suceden otros estados larvarios: primero y segundo calytopis, primero a sexto furcilia. En estos estados larvarios se produce el desarrollo completo de las patas, los ojos compuestos y las cerdas.
Con un tamaño de 15 mm los juveniles ya posen los hábitos de los ejemplares adultos. La madurez se alcanza a una edad de entre dos y tres años. Como todos los crustáceos, el kril debe mudar para poder crecer. Cada trece a veinte días, aproximadamente, pierde su exoesqueleto quitinoso y lo deja atrás como exuvia.

## Alimentación

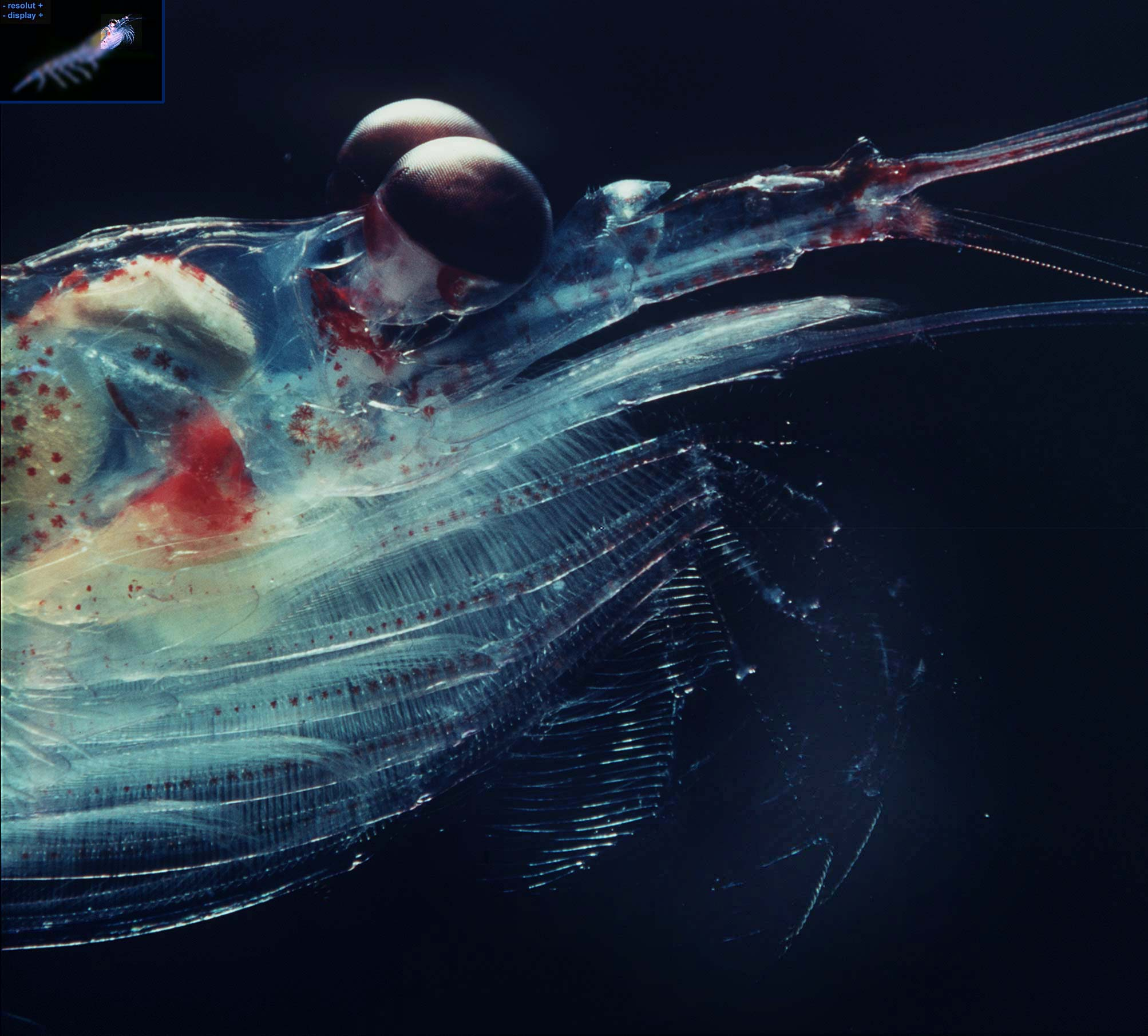
Cabeza de kril antártico. Obsérvese el órgano bioluminiscente detrás de los ojos, los nervios visibles en la antena, el tubo gástrico, la red de filtrado en las patas y el rastrillo en las puntas.

El intestino de E. superba puede verse frecuentemente de un color verde brillante a través de la piel transparente del animal, lo que indica que su alimento predominante es el fitoplancton, en especial diatomeas muy pequeñas (20 μm), que filtra del agua mediante una «canasta de alimentación».
El caparazón cristalino de las diatomeas es triturado en el tubo gástrico, y digerido en el hepatopáncreas. El kril puede además capturar otros pequeños crustáceos del orden Amphipoda y de la subclase Copepoda, como así también otros componentes del zooplancton.
El intestino forma un tubo recto cuya eficiencia digestiva no es muy grande, por lo que en las heces se puede hallar mucho carbono.
Se ha observado en acuarios que el kril llega a comer a ejemplares de su misma especie. Si no es alimentado, puede reducir su tamaño tras la muda, lo que resulta excepcional en animales de ese tamaño. Se cree que esto se debe a un proceso de adaptación a la estacionalidad del alimento, que está limitado durante el oscuro invierno antártico.

### Filtrado del alimento

Kril alimentándose en medio de una concentración de fitoplancton.

El kril antártico tiene la habilidad de capturar las minúsculas células del fitoplancton de una forma que ninguna otra especie puede lograr. Lo hace utilizando sus muy especializadas patas frontales, que constituyen un eficiente aparato de filtrado y las seis patas unidas al tórax como canasta de recolección. En las zonas más finas, las aberturas de la canasta tienen un diámetro de 1 μm (micrómetro).
La imagen animada muestra un ejemplar de kril suspendido en un ángulo de 55°. En bajas concentraciones de alimento, la canasta de alimentación empuja a través del agua y luego las algas se introducen en la boca mediante cerdas especiales situadas en el lado interior de las patas.

### Recolección de algas

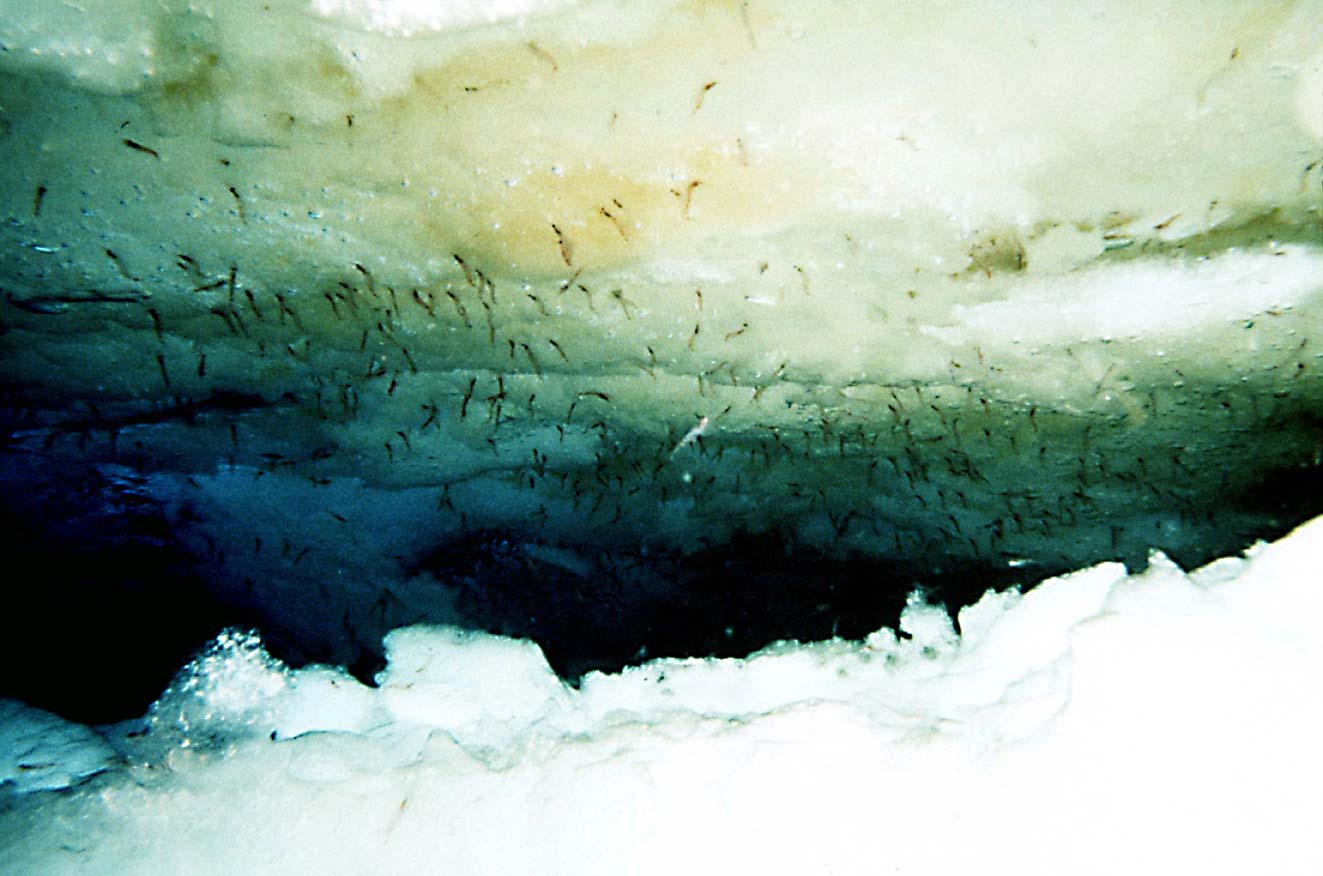
Colonia de kril alimentándose de algas. La superficie del hielo a la izquierda está coloreada de verde por las algas.

El kril antártico puede raspar la capa verde de algas del lado inferior de la placa de hielo.
La imagen tomada mediante ROV muestra como la mayoría de los ejemplares nadan arriba y abajo directamente bajo el hielo. Solo un ejemplar aislado (en el centro) está recolectando en el agua. El kril ha desarrollado filas especiales de rastrillos de cerda en el extremo de las patas, con las que raspa el hielo en un patrón zigzagueante en forma parecida a una cortadora de césped.
Pueden limpiar las algas a una velocidad de aproximadamente 1,5 cm²/s (centímetros cuadrados por segundo). Se sabe desde hace relativamente poco que la película de algas bajo el hielo oceánico está muy desarrollada en grandes superficies, y a menudo contiene mucha más materia orgánica que toda la columna de agua por debajo. El kril encuentra una amplia fuente de energía aquí, especialmente en primavera.

### Bomba biológica y fijación del carbono

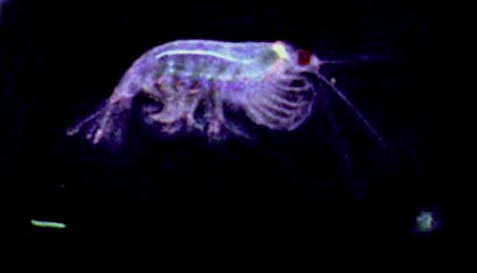
Imagen in situ tomada con un ecoscopio. Abajo a la derecha se observa una gran bola verde de materia regurgitada, y abajo a la izquierda un hilo fecal.

El kril es altamente desordenado para alimentarse, y a menudo regurgita materia orgánica de fitoplancton en forma de bolas que contienen miles de células agrupadas. También produce hilos fecales que todavía contienen cantidades significativas de carbono y cristales de los caparazones de diatomea. Ambos materiales son pesados, y caen relativamente rápido al fondo del mar.
Este proceso se denomina bomba biológica. Como el océano alrededor de la Antártida es muy profundo (2000 a 2400 m) el resultado es el hundimiento de grandes cantidades de dióxido de carbono (CO2), con lo que se elimina carbono de la biósfera y la fijación resultante se mantiene por unos 1000 años.
Si al fitoplancton lo consumen otros componentes del ecosistema pelágico, la mayoría del carbono permanece en los estratos superiores. Se cree que este proceso es uno de los mayores mecanismos de bio-retroalimentación del planeta, por lo menos el más cuantificable, generado por una gigantesca biomasa. Se requieren todavía otras investigaciones que permitan cuantificar el ecosistema del océano austral.

## Genoma del kril antártico

### Ensamblaje genómico

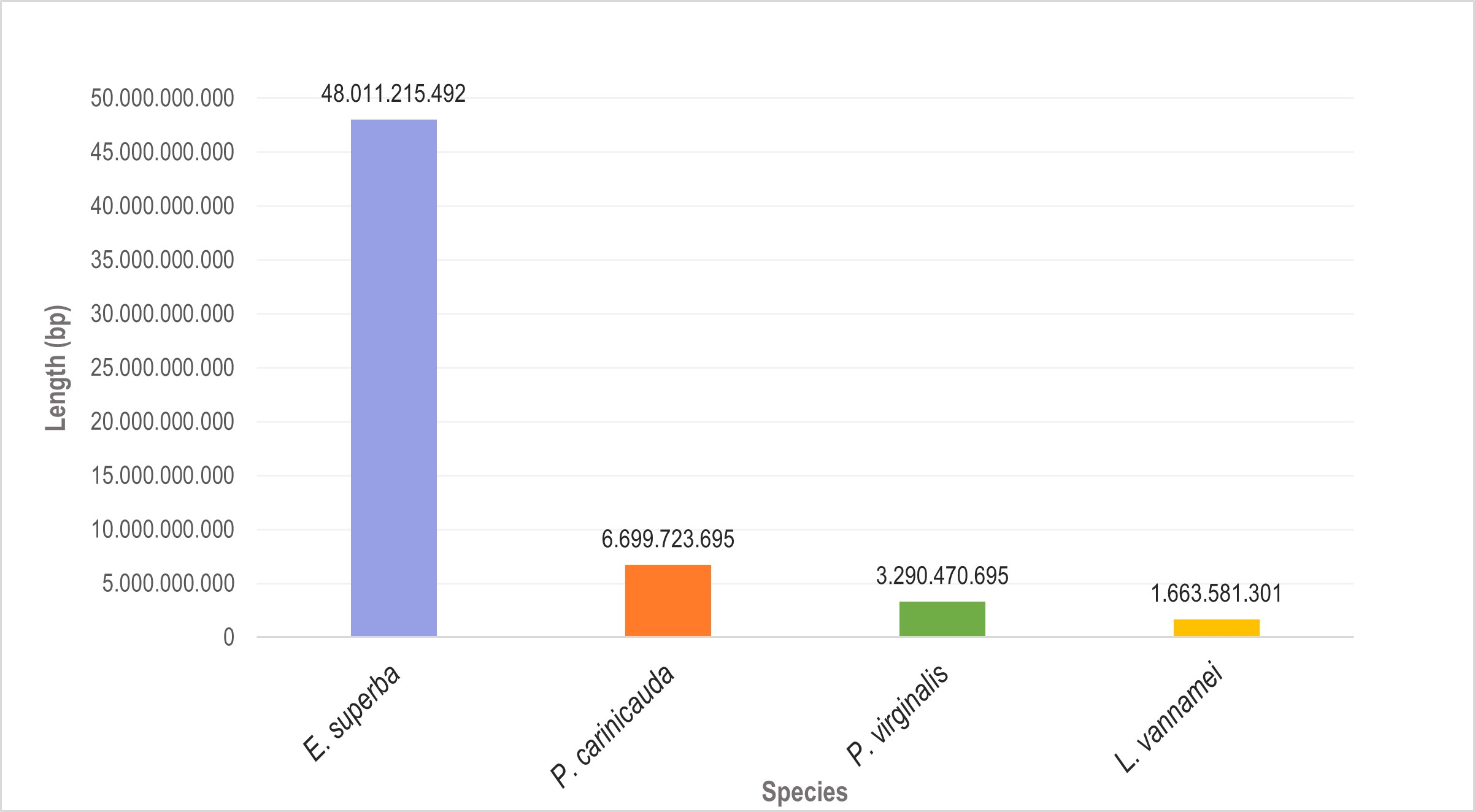
Comparación de la longitud genómica (en pares de bases) de distintos artrópodos marinos, siendo el del krill antártico el de mayor tamaño hasta la fecha.

El kril antártico posee un genoma de unas 48.01 Gb, siendo el ensamblaje genómico animal más grande hasta la fecha; un genoma de gran tamaño es común entre las especies de crustáceos en el océano austral pero no hay evidencias de poliploidía en el kril antártico. Sin embargo, una de las características más importantes de este material genético es su enorme proporción de unidades repetidas en tándem (TRs). Los elementos transponibles (TE) constituyen un 78.22% del genoma del kril antártico, siendo el elemento DNA/CMC-EnSpm el más común entre diferentes poblaciones del kril. 
Se ha observado que existen dinámicas de las expansiones entre las secuencias repetitivas y mecanismos genéticos, donde grandes proporciones de TRs pueden ser resultado de las expansiones de TE junto con procesos mutacionales. 
El contenido en GC del kril antártico es significativamente menor que otros genomas de invertebrados. Este bajo contenido en GC refleja una gran proporción de transposones pobres en estos nucleótidos. Se ha discutido que la pérdida del dinucleótido CpG conlleva a una expansión del genoma por TEs. Esto podría verse explicado gracias una metilación en dicho dinucleótido en los promotores de diferentes genes que provocaría una inhibición de la transcripción del mismo, por lo que con el trascurso del tiempo se podrían insertar transposones en estas secuencias silenciadas, y como resultado ocurre la expansión del genoma. 
Changwei et al. (2023) observaron dos eventos de expansión por TEs en el kril antártico hace unos 36 y 170 mya (millones de años). Estos eventos coinciden con, en el primer caso, ciclos geológicos que sacuden y generan una explosión de vida  con un impacto significativo en la diversidad de especies marinas, como ha descubierto un equipo de investigadores de la Universidad de Sídney, en Australia y de la Universidad de la Sorbona de París, en Francia. Observando que estos ciclos marcan alteraciones en las profundidades marinas debido a los cambios tectónicos, haciendo que los mares sean más extensos y menos profundos, fomentando así la biodiversidad, en otros términos, proporcionan nuevos hábitats para que prospere la vida oceánica. 
En el segundo caso, el evento de expansión por TEs ocurrido hace 170 mya, durante el Jurásico coincide con una de las diversificaciones de la vida marina más importantes. Eichenseer et al. (2019) sostienen que este periodo coincidió con la proliferación del plancton, productores de exoesqueletos de carbonato cálcico, que se depositaban en el fondo marino acidificando el medio y permitiendo regular la química del océano, por lo que la vida marina dejaba de estar limitada por los procesos no biológicos (como el clima). 

### Adaptaciones genómicas

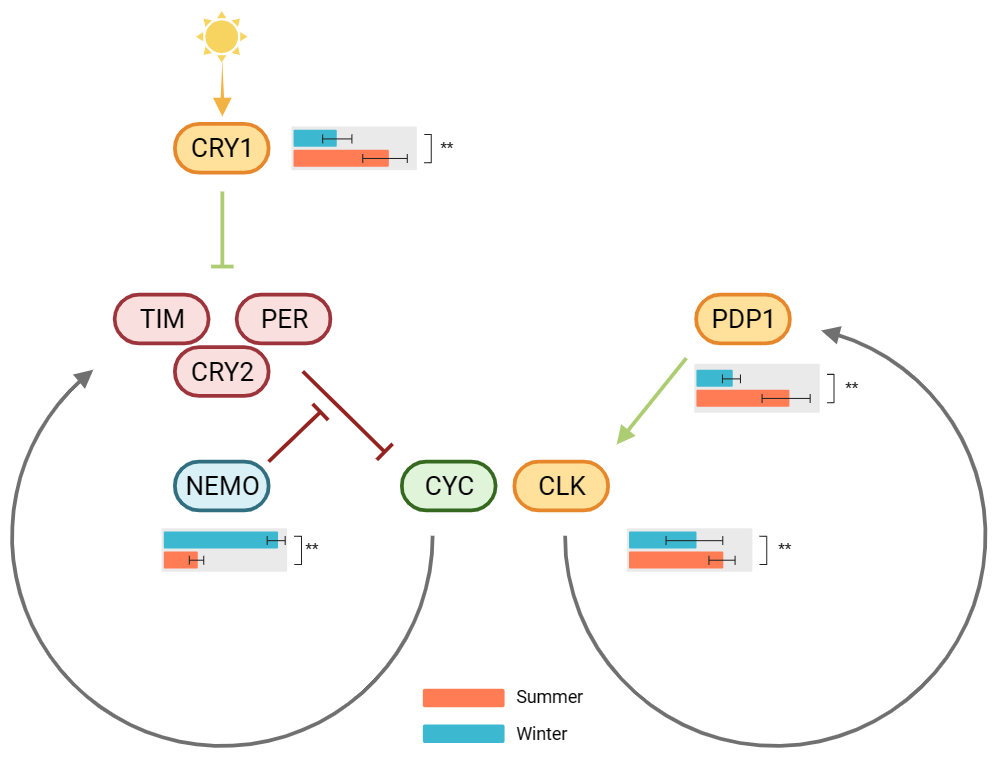
Regulación del ciclo circadiano en el krill antártico donde se observa una autorregulación, así como, la expresión diferencial de algunos genes en verano (naranja) en invierno (invierno).

Podemos comprender que el genoma del kril antártico se encuentra influenciado por las variaciones de su entorno, por lo que se han realizado diversos estudios para comprender mejor sus interacciones y funcionamiento. 
El kril antártico es capaz de mantenerse en abundancia en el océano austral gracias a que ha desarrollado diversas estrategias de sincronización estacionales, permitiéndole vivir con grande variaciones de luz, temperatura y hielo en el océano. 
Este organismo se encuentra expuesto a un ambiente frío con cambios dramáticos de luz causado por cambios estacionales y que ha provocado adaptaciones genéticas en el ritmo circadiano. Changwei et al. (2023) han propuesto un modelo de arquitectura molecular del reloj circadiano del kril en el que encontramos factores de transcripción típicos como CLOCK (CLK) y CYCLE (CYC) cuya expresión se encuentra regulada por inhibidores como PERIOD (PER), TIMELESS (TIM) y CRYPTOCHROME2 (CRY1). La expresión de estos varía diariamente, así como, estacionalmente, ya que CLK, CRY1y PDP1 (gen circadiano) están inducidos en verano, mientras que NEMO se encuentra inducido en invierno. En Drosophila, NEMO es una Serina/treonina proteína cinasa que participa en la velocidad del reloj circadiano, por lo que se sugiere que en el kril antártico juega un papel fundamental en los procesos de quiescencia, conllevando a una regresión sexual, de crecimiento y en la tasa metabólica. 
Uno de los procesos metabólicos más demandantes a nivel energético del kril antártico es el de la muda, su tasa de crecimiento varía según la época del año, por lo que su estudio es determinante para la comprensión de la conexión entre variaciones ambientales y genéticas. Se han identificado varias familias génicas relacionadas directamente con el ciclo de muda y el metabolismo energético, estas últimas podrían reducir el coste energético de un continuo proceso de muda. Entre estas familias encontramos genes que codifican para proteínas con sitios de unión a ATP, en particular la miosina, cuya función en este aspecto podría estar determinada con la contracción muscular reduciendo el tamaño corporal del kril antártico en invierno.  
En el estudio de una expresión diferencial de genes en función de la época del año, se ha observado que el gen que codifica para la vitelogenina (VTG) está fuertemente expresado en verano. VTG es una proteína esencial de la yema del huevo que en invertebrados provee de una reserva de nutrientes durante estaciones de desove energéticamente demandantes. El desove ocurre en la época de verano, observándose una distribución diferencial entre los primeros y últimos meses de verano en el océano austral, donde encontramos un crecimiento de los juveniles a medida que pasan los meses. En contraposición, se ha visto que en invierno hay una elevada expresión de PNLIPRP2, un gen de una lipasa digestiva, pudiendo ayudar en la supervivencia durante la falta de alimento.  
Además, los genes que promueven la muda y crecimiento corporal se ven mayormente expresados en verano, cuando la presencia de alimento es alta, mientras que los genes que inhiben estos procesos se ven mayormente expresados en invierno. 

### Dinámicas poblacionales

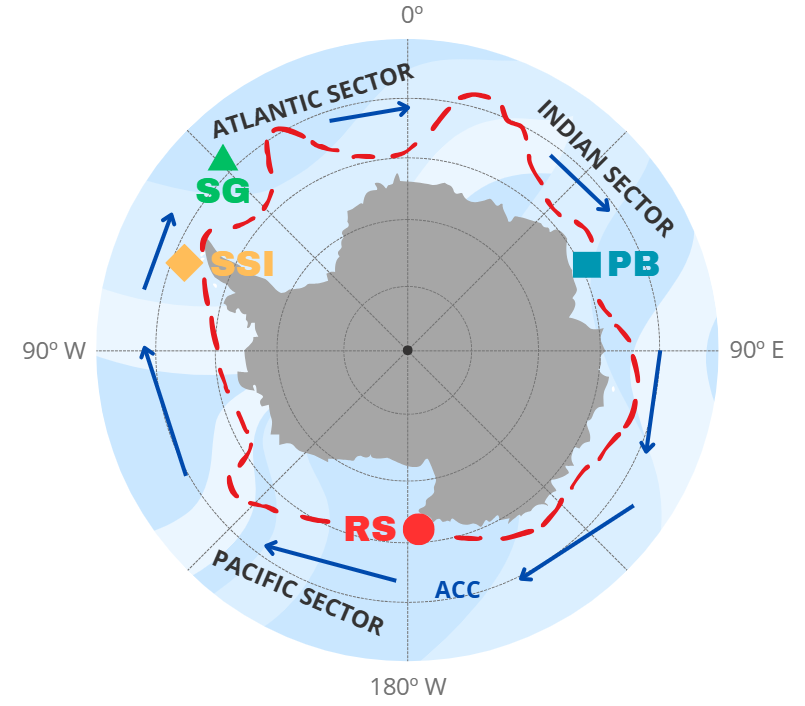
Esquematización de la localización de los diferentes grupos poblacionales del krill antártico en el Océano Austral. Bahía Prydz (PB, cuadrado), Mar de Ross (RS, círculo), Islas de South Shetland (SSI, rombo) y Georgia del Sur (SG, triángulo).

Existen cuatro grupos poblacionales en el océano austral y gracias al estudio de los polimorfismos de nucleótido único (SNPs) diferenciales de los varios grupos poblacionales de kril antártico se ha indicado que no existe diferenciación sustancial entre ellos, existe una mezcla y conectividad a lo largo de la geografía antártica, así como de los grupos geográficos. Es destacable la falta de variabilidad genética en grupos poblacionales tan grandes, ya que a mayor número de organismos, mayor es la probabilidad de mutaciones y, por tanto, mayor sería la variabilidad genómica. Esto se puede ver explicado por la denominada Paradoja de Lewontin que postula que "la gran parte de la variación genética ocurre entre individuos de la misma población y que, en su defecto, solo una pequeña parte restante se debe a las diferencias entre grupos étnicos", esto a grandes rasgos, quiere decir que un individuo es distinto a otro por su condición individual y no por su procedencia étnica o supuesta herencia racial. 
Sin embargo, algunos SNPs adaptativos se encuentran asociados a variables ambientales, la frecuencia de estos alelos tiene patrones genéticos distintos en los diferentes grupos poblacionales, esto sugiere que la selección natural juega un papel importante en la modelación genética. 

## Peculiaridades biológicas

### Bioluminiscencia

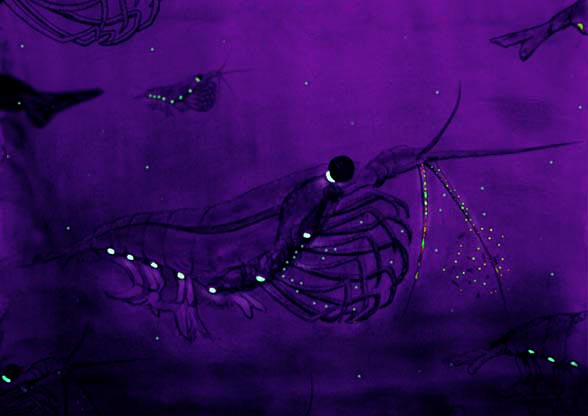
Bioluminiscencia producida por el kril.

Suele llamárselo «camarón luminoso» porque puede emitir luz, producida por órganos bioluminiscentes, que se encuentran ubicados en varias partes del cuerpo: pares de órganos detrás de los ojos, y en la articulación de la segunda y séptima pata, y órganos simples en los cuatro esternones.
Emiten periódicamente luz de color amarillo verdoso claro, cada dos o tres segundos. Como muestra de su alto nivel de evolución, incluyen un reflector cóncavo atrás del órgano propiamente dicho, y un lente en su frente para aumentar la luz producida. El órgano completo puede rotarse gracias a músculos específicos.
La función de esta luz no es todavía comprendida cabalmente: algunas hipótesis sugieren que sirven para enmascarar la sombra del kril, de manera que no pueda ser avistado por sus predadores desde abajo. Otras especulaciones sostienen que juega un rol significativo en el apareamiento nocturno.
Los órganos bioluminiscentes del kril contienen varias sustancias fluorescentes. El componente principal adquiere su máxima fluorescencia con una excitación de 355 nm (nanómetros), emitiendo a 510 nm.

### Reacción de escape

Escape del kril.

El kril usa una reacción de escape para evadir a sus predadores, que consiste en nadar hacia atrás muy rápidamente agitando su telson. Puede alcanzar velocidades de más de 60 cm/s (2 km/h).
El tiempo de inducción biológica para disparar el estímulo fisiológico es, a pesar de las bajas temperaturas, de solo 55 milisegundos.

### Ojo compuesto

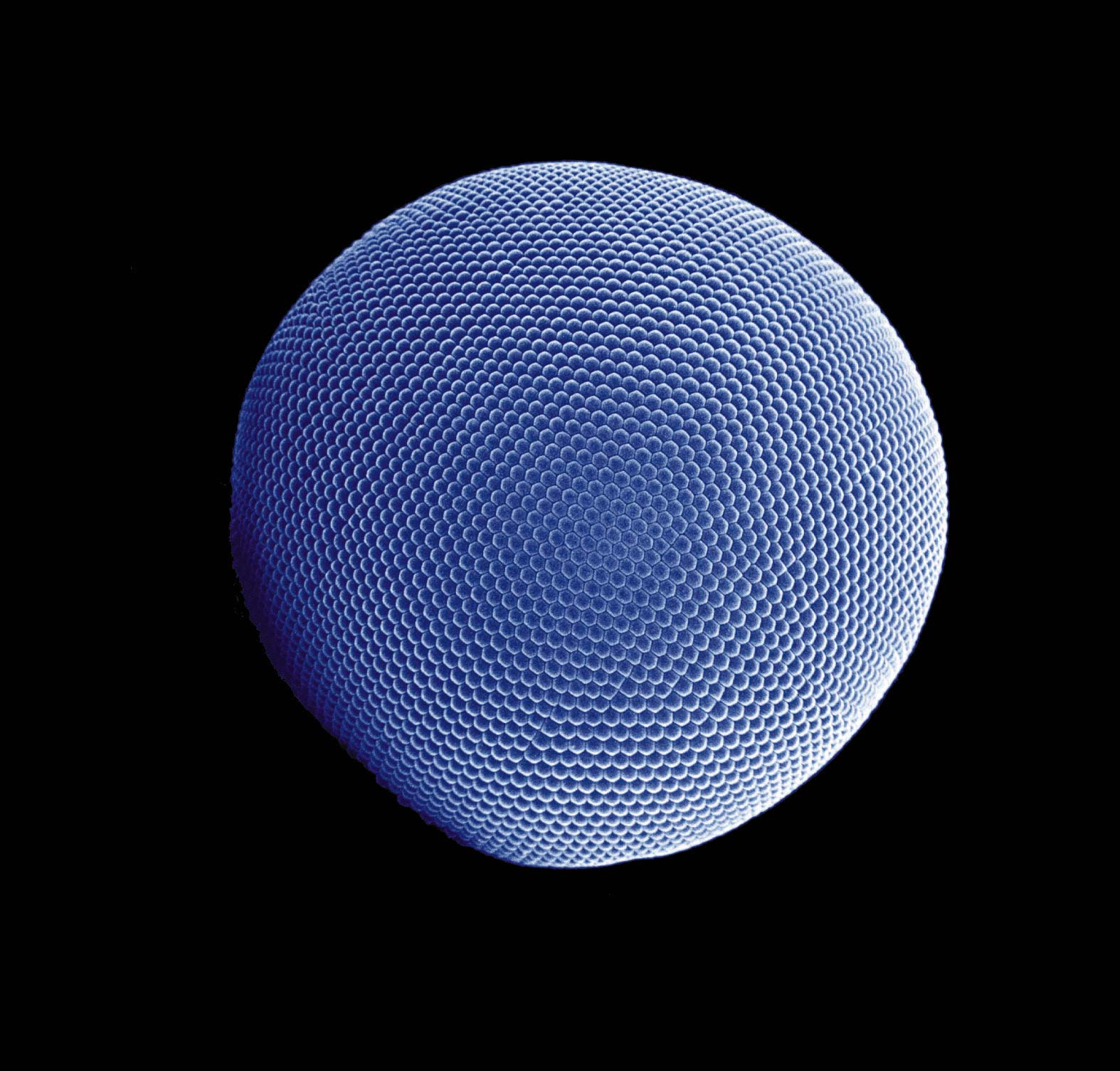
Imagen de Microscopio electrónico mostrando el ojo compuesto del kril, que en los ejemplares vivos es negro profundo.

Aunque la utilidad y los motivos para la evolución de su impresionante ojo compuesto permanecen en el misterio, no existen dudas que el kril antártico posee una de las estructuras para percepción visual más fantásticas de la naturaleza.
Puede disminuir su tamaño de una muda a otra (cuando lo «normal» entre las especies de muda es siempre aumentarlo), en lo que parece ser una estrategia para adaptarse a la escasez estacional de alimento, ya que un cuerpo menor requiere menos energía, y —en consecuencia— menos alimento.
La reducción no alcanza sin embargo a los ojos compuestos. La relación entre el tamaño del ojo y la longitud corporal ha demostrado servir, por lo tanto, como un indicador relativo de inanición.

## El kril y el ecosistema terrestre

### Biomasa y producción primaria
La biomasa del kril antártico se estima entre 125 y 725 millones de toneladas convirtiendo a E. superba en la especie animal más exitosa del planeta. Debe tenerse en cuenta que de todos los animales observables a simple vista algunos biólogos opinan que la hormiga provee la biomasa mayor, pero esta hipótesis suma cientos de especies diferentes de hormigas. Otros sostienen que el récord lo ostentan los copepoda, pero aquí también se trata de una subclase que incluye cientos de especies distribuidas por todo el planeta.
La razón por la que es capaz de llegar a esta biomasa se origina en que en las aguas que rodean la masa continental antártica reside la mayor colonia de plancton del mundo. El océano está repleto de fitoplancton, y como el agua sube desde las profundidades a la luminosa superficie, acarrea nutrientes de todos los océanos del planeta a la zona fótica donde nuevamente están disponibles para los organismos vivientes.

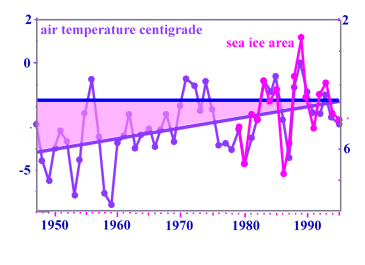
Resultados compilados por Loeb y otros, 1997. — temperatura y superficie de la capa de hielo: la escala para el hielo está invertida para mostrar la correlación. La línea oblicua muestra la temperatura promedio. En 1995 la temperatura alcanzó el punto de congelación.

Así, la producción primaria —la conversión de luz solar en biomasa, base de la cadena alimentaria— representa una fijación anual de carbono de entre 1 y 2 g/m² (gramos por metro cuadrado) en el océano abierto, y cerca del hielo puede alcanzar de 30 a 50 g/m². Estos valores no son extremadamente altos, comparados con áreas muy productivas como el mar del Norte o las regiones de surgencia, pero la superficie donde se dan es enorme, incluso comparada con otras grandes zonas productoras primarias como las selvas.
Por otro lado, durante el verano austral hay muchas más horas de luz solar para alimentar el proceso. Todos estos factores hacen del plancton y el kril una parte crítica del ciclo ecológico del planeta.

### Reducción de la capa de hielo
Existen sospechas fundadas de que la biomasa del kril antártico ha disminuido rápidamente en el transcurso de las últimas décadas. Algunos científicos han especulado que tal disminución podría haber alcanzado hasta el 80 %. La causa sería la reducción de la placa de hielo debido al calentamiento global.
El gráfico describe el calentamiento del océano austral y la pérdida de la placa de hielo en una escala invertida durante los últimos cuarenta años. El kril antártico, especialmente en sus primeras etapas de desarrollo, parece necesitar la placa de hielo como mejor opción de supervivencia. La placa provee escondites naturales que los ejemplares usan para evadir a sus predadores. En los años en que la placa disminuye de forma notoria, tiende a dejar su nicho ecológico a las salpas, un pequeño predador de plancton que en otras circunstancias no constituye un competidor biológico.

### Pesca

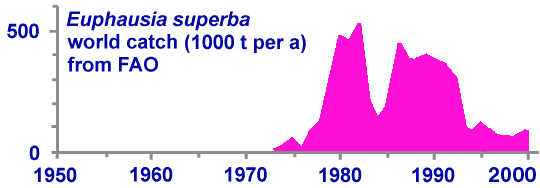
Captura mundial anual de E. superba, datos de la FAO.

La pesca del kril antártico está en el orden de 100 000 toneladas anuales. Las principales naciones son Japón y Polonia. El producto es muy usado en Japón como alimento de lujo y en todo el mundo para alimento balanceado y cebo de pesca. La captura se dificulta por dos razones principales. En primer lugar, una red para kril debe tener un tejido muy fino, lo que genera un arrastre muy alto y olas de proa que desvían al kril hacia los lados. En segundo lugar, las redes finas tienden a romperse o atascarse más fácilmente.
Un problema adicional es traer el kril capturado a bordo: cuando la red llena es izada del agua, los animales se comprimen de tal forma que pierden mucho de su líquido orgánico. Se ha experimentado bombeándolos desde la red sumergida en el agua, y existen ensayos de redes experimentales.
El procesamiento del kril debe ser muy rápido teniendo en cuenta que luego de la captura se deterioran en pocas horas. El objetivo del procesamiento es separar las patas de la sección frontal, y retirar el caparazón quitinoso, con el fin de producir productos congelados y polvos concentrados. El alto contenido de proteínas y vitaminas lo hace apropiado para el consumo humano y la industria de alimentos balanceados.

## Perspectiva e ingeniería del océano
A pesar de la falta de conocimientos sobre el ecosistema antártico, las amplias investigaciones efectuadas relacionan íntimamente al kril con la fijación del carbono. En amplias áreas del océano austral abundan los nutrientes, pero —aun así— no hay un crecimiento sostenido del fitoplancton. Se denominan (en inglés) HNLC, por «nutriente alto-clorofila baja», un fenómeno que también ha dado en llamarse la «paradoja antártica», causada por la ausencia de hierro.
La inyección de cantidades relativamente pequeñas de hierro desde barcos de investigación soluciona la carencia en varios kilómetros a la redonda. Existe la esperanza de que esta actividad a gran escala pueda disminuir el dióxido de carbono atmosférico, compensando el producido por la quema de combustibles fósiles.
El kril es el protagonista clave de este proceso, al recolectar las diminutas células de plancton que fijan el carbono gracias al rápido hundimiento de la materia orgánica que utiliza para alimentarse. La perspectiva es que en el futuro una flota de buques tanque circunvale el océano antártico inyectando hierro, con lo que un relativamente desconocido animal podría ayudar así a mantener automóviles y acondicionadores de aire funcionando.